# Ruriko Kikuchi
Ruriko Kikuchi est une pianiste classique japonaise. 
Elle remporte la deuxième édition du Concours international de piano Paloma O'Shea (1974) et partage le deuxième prix de l'édition 1980 du Concours international de piano Ferruccio Busoni avec Rolf Plagge et Hai-Kyung Suh - le premier prix n'est pas attribué. Elle enseigne à l'Université de musique d'Osaka.

## Source de la traduction
- (en) Cet article est partiellement ou en totalité issu de l’article de Wikipédia en anglais intitulé « Ruriko Kikuchi » (voir la liste des auteurs).